# Moschea del venerdì (Tabriz)
La Moschea Jameh o moschea del venerdì (in persiano مسجد جامع تبریز‎- Masjid-e-Jāmeh Tabrīz) è uno dei monumenti storici di Tabriz in Iran. Menzionata nei libri di storia come Jabiri Kabiri, e probabilmente costruita ai primi tempi dell'Islam, attorno ad essa, nel tempo, si è formato il Bazar di Tabriz. Appartiene al periodo della dinastia selgiuchide e a quello dei Qajar.

## Descrizione

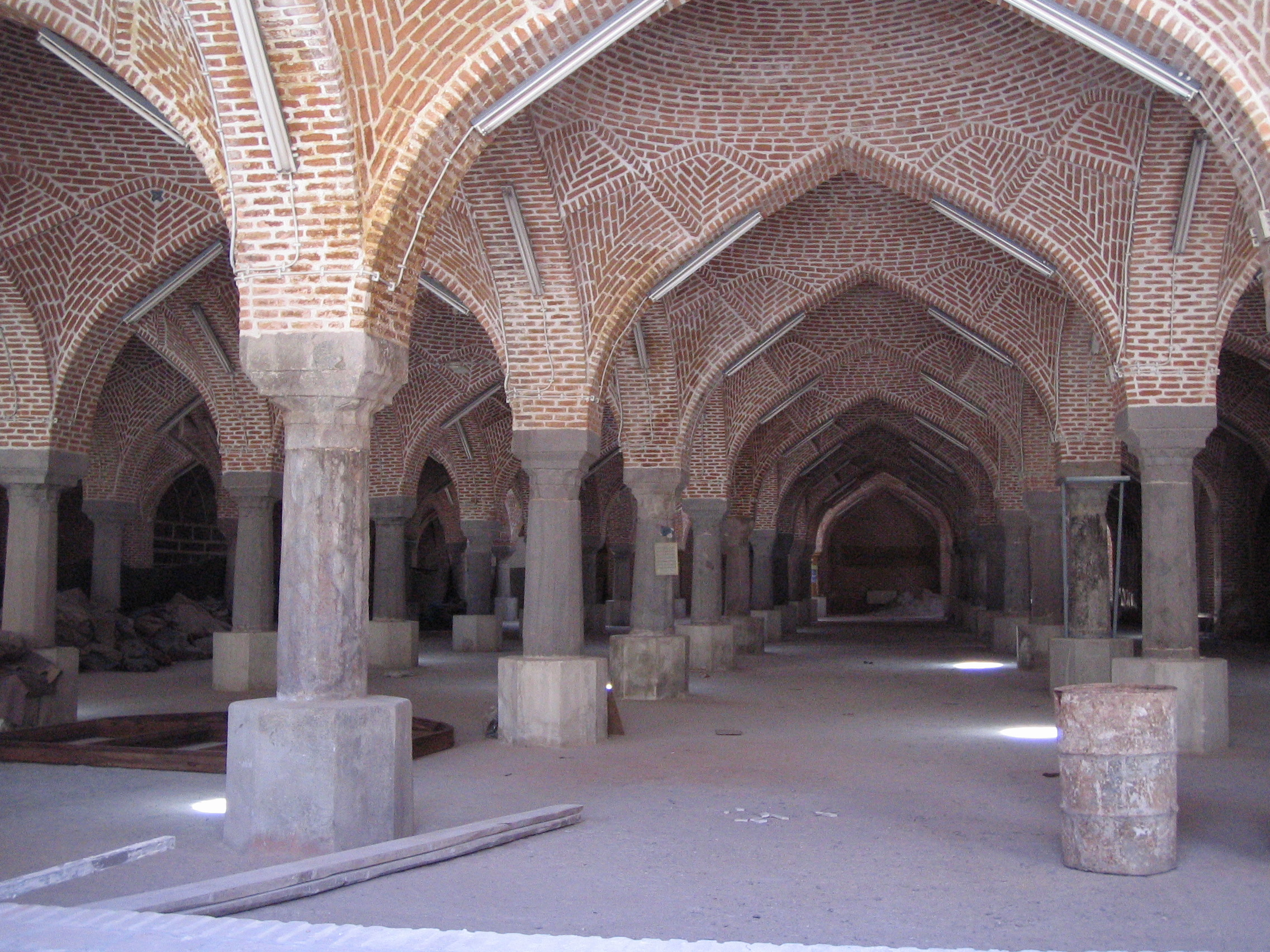
Recupero dello Shabestan principale.

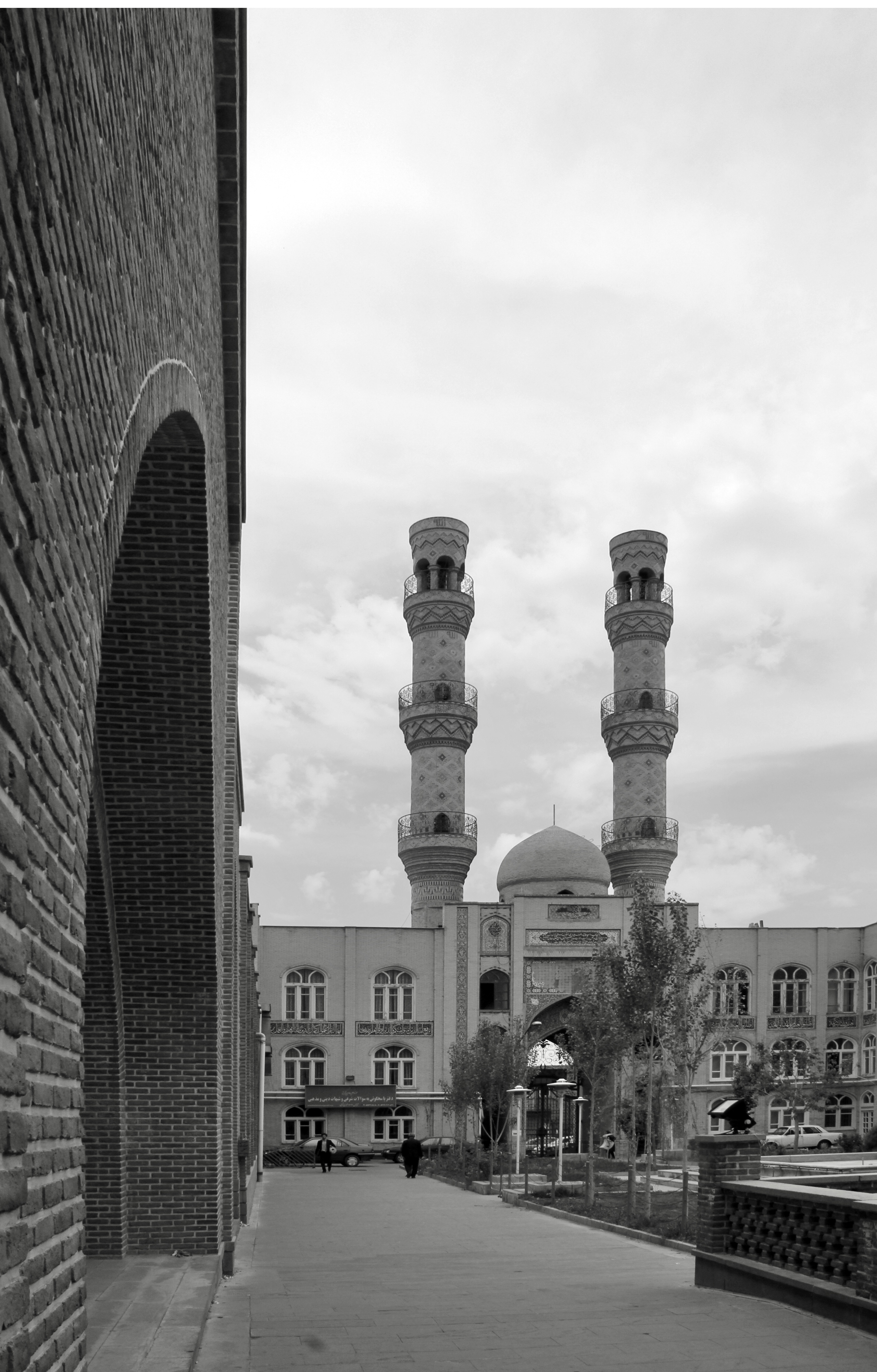
Esterno della moschea

La parte più antica è costituita da una grande navata con archi e cupole, sopra colonne di mattoni ottagonali, adornate con delicate e artistiche decorazioni del periodo Ravadian (contemporaneo ai selgiuchidi). Venne restaurata durante il periodo del khanato mongolo e vi furono aggiunte alcune sezioni. Il Minbar, è una reliquia di quel periodo.
Durante il regno dell'Ak Koyunlu, nell'Azerbaigian persiano, venne realizzata l'elegante cupola decorata con una varietà di ceramiche a mosaico, da Uzun Hasan, nella parte settentrionale della costruzione.
A causa del terremoto del 1780/1193 A.H., che danneggiò molti edifici di Tabriz, questa moschea non fu risparmiata dalla distruzione. L'attuale moschea, con le sue solide basi e la copertura, fu ricostruita dopo il terremoto nei primi giorni del dominio Qajar dal sovrano dell'epoca, Hossein Qoli Khan Danbali, ed è uno dei monumenti più importanti del periodo Qajar.

## Posizione
Nota anche come Moschea Jameh, si trova alla fine del Bazaar di Tabriz sul lato sud del cortile della madrasa Talebieh, tra la Moschea Hojjatul Hojjatoleslam e la Moschea Ismail Khaleh Oghli, ed è considerata uno dei più antichi edifici storici della città. La data della sua costruzione e il nome del suo fondatore originario non sono noti, alcuni la considerano una delle moschee dei primi giorni dell'Islam. Altri attribuiscono l'antico edificio al periodo selgiuchide.

## Galleria d'immagini

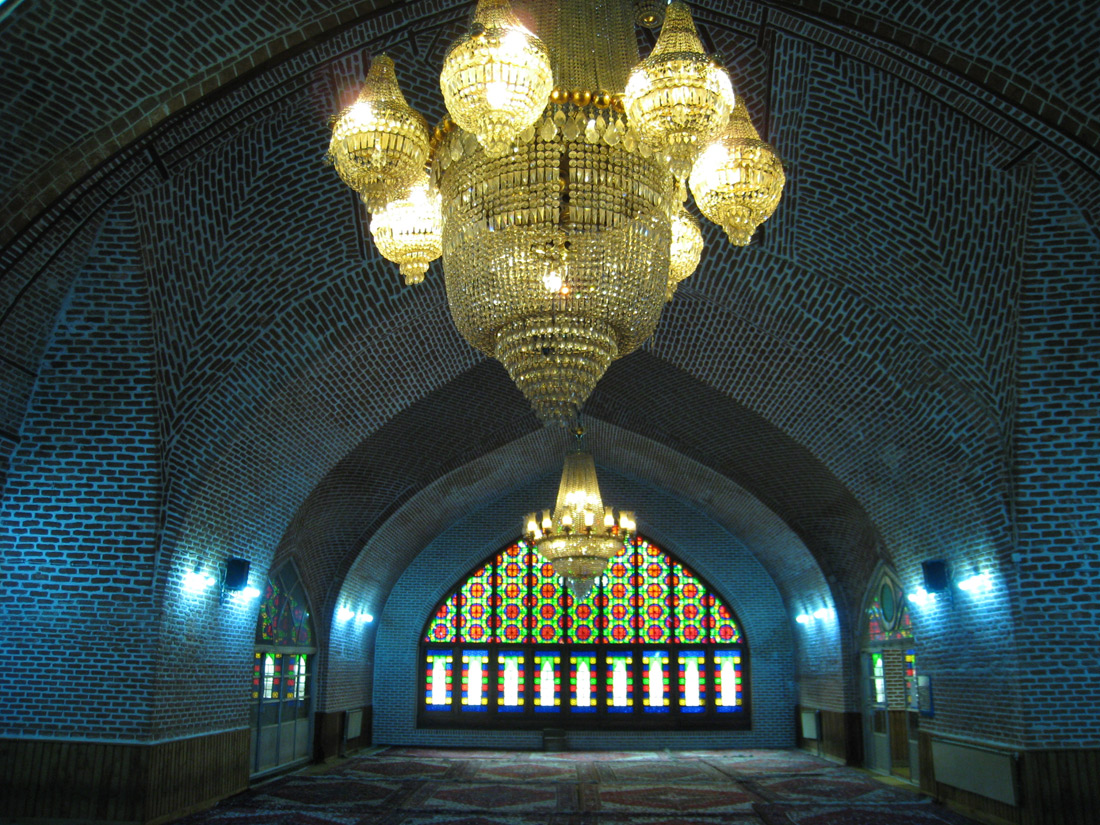
Shabestan principale dopo il recupero.
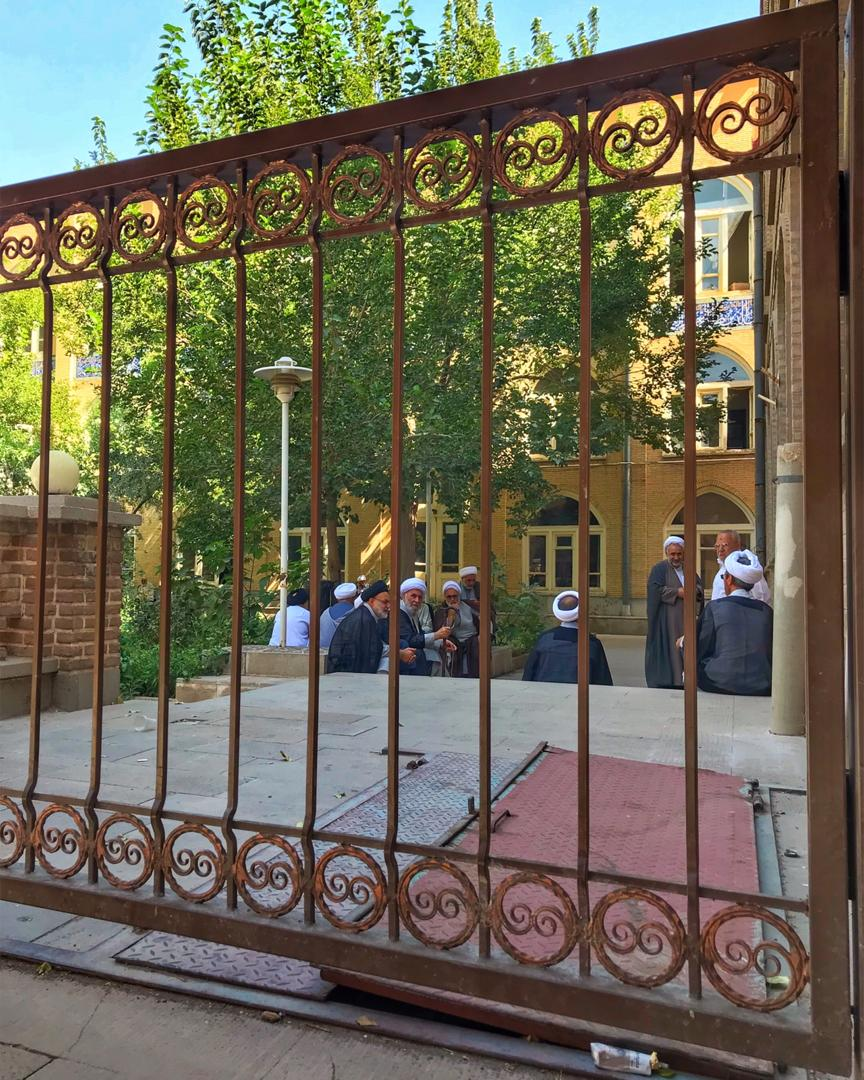
Studiosi coranici discutono nel cortile della Moschea Jameh di Tabriz